# П'ятниця, 13-те: Остання глава
П'ятниця, 13-те: Остання глава (англ. Friday the 13th: The Final Chapter) — американський фільм жахів режисера Джозефа Зіто.

## Сюжет
Будучи смертельно поранений і доставлений в морг, Джейсон Вурхіз спонтанно оживає і вбивствами робить свій шлях назад до себе додому, в табір біля Кристального озера. Там його чекають нові жертви.

## У ролях
| Актор            | Роль                |
| ---------------- | ------------------- |
| Кімберлі Бек     | Тріш Джарвіс        |
| Пітер Бартон     | Даг                 |
| Корі Фельдман    | Томмі Джарвіс       |
| Ерік Андерсон    | Роб Дайер           |
| Кріспін Гловер   | Джиммі Мортімер     |
| Клайд Хейес      | Пол                 |
| Барбара Говард   | Сара                |
| Лоуренс Моносон  | Тед                 |
| Джоан Фріман     | місіс Джарвіс       |
| Джуді Аронсон    | Саманта             |
| Камілла Мор      | Тіна                |
| Кері Мор         | Террі               |
| Ліза Фріман      | медсестра Морган    |
| Вейн Грейс       | офіцер Джемісон     |
| Бонні Хеллман    | попутник            |
| Френкі Хілл      | Лейні               |
| Пол Люкатер      | Доктор              |
| Брюс Малер       | Аксель              |
| Ентоні Пондзіні  | Вінсент             |
| Том Еверетт      | людина з ліхтариком |
| Тед Гір          | людина, що біжить   |
| Вільям Ірбі      | пілот вертольота    |
| Арні Мур         | медик               |
| Роберт Перо      | медик               |
| Джин Росс        | поліцейський        |
| Ебігейл Шелтон   | жінка               |
| Джон Волш        | телекоментатор      |
| Робін Вудс       | дівчина в душі      |
| Террі Баллард    | солдат              |
| Марк Стюарт Лейн | поліцейський        |
| Тед Вайт         | Джейсон Вурхіс      |

## Цікаві факти
- Актор Тед Вайт, який грав Джейсона, відмовлявся спілкуватися з іншими акторами на знімальному майданчику. На його думку, це зменшило б їх страх перед Джейсоном. Крім цього, він відмовився бути згаданим у титрах, оскільки спочатку соромився цієї ролі, а погодився зіграти її тільки за гарні гроші.
- Четверта «П'ятниця» стала найуспішнішою частиною серіалу в комерційному плані.
- Для роботи над «Останньою главою» в серіал повернувся Том Савіні — оригінальний художник по спецефектах першого фільму.
- У фільмі рівно 13 трупів.
- У початковій версії сценарію у фіналі персонаж Корі Фельдмана повинен був обезголовити Джейсона, але Тому Савіні вдалося «відстояти» голову головного «героя», забезпечивши тим самим подальші продовження.
- Тільки у 4-й серії творці фільму нарешті розкрили ім'я матері Джейсона — до цього персонаж Бетсі Палмер згадувався просто як «місис Вурхіс».
- Перше вбивство в цьому фільмі відбувається на 13-й хвилині.